# 地方公務員共済組合連合会
地方公務員共済組合連合会（ちほうこうむいんきょうさいくみあいれんごうかい）は、地方公務員等共済組合法（昭和37年法律第152号。以下法という。）第38条の2第1項の規定により、共済組合の長期給付に係る業務の適正かつ円滑な運営を図るため、地方公務員の加入するすべての共済組合をもつて組織される連合体である。法第38条の2第4項の規定により、法人格が与えられている。

## 業務
法第38条の2第2項、第3項に規定されている。
- 第38条の2第2項　地方公務員共済組合連合会は、次に掲げる事業を行う。

一　組合及び市町村連合会の長期給付に係る業務に関する技術的及び専門的な知識、資料等を組合及び市町村連合会に提供すること。
二　組合及び市町村連合会の長期給付に係る業務に関し、厚生年金保険法第二条の五第一項に規定する実施機関（同項第三号に定める者を除く。）との情報交換及び連絡調整を行うこと。
三　第五章の二に定めるところにより実施機関積立金及び退職等年金給付組合積立金の運用状況の管理に関する事務を行うこと。
四　厚生年金保険給付調整積立金及び退職等年金給付調整積立金の管理及び運用に関する事務を行うこと。
五　厚生年金拠出金を納付し、又は厚生年金保険法第八十四条の三に規定する交付金（以下「厚生年金交付金」という。）を受け入れること。
六　基礎年金拠出金を納付すること。
七　第七十七条第一項に規定する付与率及び同条第三項に規定する基準利率、第八十九条第一項に規定する終身年金現価率、第九十条第一項に規定する有期年金現価率並びに組合の退職等年金給付に係る標準報酬の月額及び標準期末手当等の額と掛金との割合を定めること。
八　第百十六条の二に規定する財政調整拠出金を拠出し、又は国家公務員共済組合法（昭和三十三年法律第百二十八号）第百二条の二に規定する財政調整拠出金を受け入れること。
九　その他その目的を達成するために必要な事業
- 第3項　地方公務員共済組合連合会は、前項に定めるもののほか、介護保険法（平成九年法律第百二十三号）第百三十四条第十項（同法第百三十七条第九項及び第百三十八条第四項、国民健康保険法（昭和三十三年法律第百九十二号）第七十六条の四並びに高齢者の医療の確保に関する法律第百十条において準用する場合を含む。）及び第百三十六条第六項（介護保険法第百三十八条第二項、第百四十条第三項及び第百四十一条第二項、国民健康保険法第七十六条の四並びに高齢者の医療の確保に関する法律第百十条において準用する場合を含む。）の規定による通知の経由に係る事業並びに介護保険法第百三十七条第二項（同法第百四十条第三項、国民健康保険法第七十六条の四及び高齢者の医療の確保に関する法律第百十条において準用する場合を含む。）の規定による特別徴収に係る納入金の納入の経由に係る事業その他総務省令で定める事業を行うものとする。

## 組織

### 常勤役員
- 理事長  岡崎浩巳（元総務事務次官）
- 理事  宮地俊明（元内閣府大臣官房審議官（地方分権改革担当））
- 理事  西澤立志（元内閣府日本学術会議事務局参事官）

### 本部所在地
- 東京都千代田区内幸町二丁目1番1号

### 組織共済組合
連合会は次の64組合及び全国市町村職員共済組合連合会で組織されている。
- 東京都職員共済組合（1組合）
- 地方職員共済組合（1組合47支部）
- 都市職員共済組合（3組合）
- 指定都市職員共済組合（10組合）
- 市町村職員共済組合（47組合）
- 全国市町村職員共済組合連合会
- 警察共済組合（1組合49支部）
- 公立学校共済組合（1組合47支部）